# الباسق (المحاددين)

تعديل مصدري - تعديل

الباسق محلة تابعة لقرية المحاددين، التابعة لعزلة المزاحن بمديرية فرع العدين إحدى مديريات محافظة إب في الجمهورية اليمنية، بلغ تعداد سكانها 57 حسب تعداد اليمن لعام 2004.